# Dūstkū (ort i Hormozgan)
Dūstkū (persiska: دوستكو) är en ort i Iran.   Den ligger i provinsen Hormozgan, i den södra delen av landet, 1 100 km söder om huvudstaden Teheran. Dūstkū ligger 4 meter över havet och antalet invånare är 479.
Terrängen runt Dūstkū är platt. Havet är nära Dūstkū söderut.  Närmaste större samhälle är Dar Kūh, 9,4 km nordost om Dūstkū. Trakten runt Dūstkū är ofruktbar med lite eller ingen växtlighet.